# Wahlen 1874
◄◄ | ◄ | 1870 | 1871 | 1872 | 1873 | Wahlen 1874 | 1875 | 1876 | 1877 | 1878 | ► | ►►

Weitere Ereignisse
Die Liste der Wahlen 1874 umfasst Parlamentswahlen, Präsidentschaftswahlen, Referenden und sonstige Abstimmungen auf nationaler und subnationaler Ebene, die im Jahr 1874 weltweit abgehalten wurden.
Das damalige Wahlrecht entsprach typischerweise nicht den Wahlrechtsgrundsätzen der direkten, geheimen und gleichen Wahl. Zeittypisch waren oft nur kleine Teile der Bevölkerung wahlberechtigt, ein Frauenwahlrecht war nicht gegeben.

## Termine
| Land                   | Datum               | Wahl 1874                                           | Letzte Wahl | Bemerkung                                        |
| ---------------------- | ------------------- | --------------------------------------------------- | ----------- | ------------------------------------------------ |
| Deutsches Reich        | 10. Januar          | Reichstagswahl                                      | 1871        |                                                  |
| Kanada                 | 22. Januar          | Kanadische Unterhauswahl                            | 1872        |                                                  |
| Vereinigtes Königreich | 31. Jan. – 17. Feb. | Britische Unterhauswahl                             | 1868        |                                                  |
| Vereinigte Staaten     | ab dem 1. Juni      | Wahl zum Repräsentantenhaus der Vereinigten Staaten | 1872        | Mehrzahl der Bundesstaaten wählte am 3. November |
| Königreich Italien     | 8.–15. Nov.         | Parlamentswahl in Italien                           | 1870        |                                                  |